# Fergus Falls (Minnesota)
Fergus Falls es una ciudad ubicada en el condado de Otter Tail en el estado estadounidense de Minnesota. En el Censo de 2010 tenía una población de 13138 habitantes y una densidad poblacional de 330,05 personas por km².

## Geografía
Fergus Falls se encuentra ubicada en las coordenadas 46°17′6″N 96°4′34″O / 46.28500, -96.07611. Según la Oficina del Censo de los Estados Unidos, Fergus Falls tiene una superficie total de 39.81 km², de la cual 36.55 km² corresponden a tierra firme y (8.19%) 3.26 km² es agua.

## Clima
| Parámetros climáticos promedio de Fergus Falls, Minnesota | Parámetros climáticos promedio de Fergus Falls, Minnesota | Parámetros climáticos promedio de Fergus Falls, Minnesota | Parámetros climáticos promedio de Fergus Falls, Minnesota | Parámetros climáticos promedio de Fergus Falls, Minnesota | Parámetros climáticos promedio de Fergus Falls, Minnesota | Parámetros climáticos promedio de Fergus Falls, Minnesota | Parámetros climáticos promedio de Fergus Falls, Minnesota | Parámetros climáticos promedio de Fergus Falls, Minnesota | Parámetros climáticos promedio de Fergus Falls, Minnesota | Parámetros climáticos promedio de Fergus Falls, Minnesota | Parámetros climáticos promedio de Fergus Falls, Minnesota | Parámetros climáticos promedio de Fergus Falls, Minnesota | Parámetros climáticos promedio de Fergus Falls, Minnesota |
| Mes                                                       | Ene.                                                      | Feb.                                                      | Mar.                                                      | Abr.                                                      | May.                                                      | Jun.                                                      | Jul.                                                      | Ago.                                                      | Sep.                                                      | Oct.                                                      | Nov.                                                      | Dic.                                                      | Anual                                                     |
| --------------------------------------------------------- | --------------------------------------------------------- | --------------------------------------------------------- | --------------------------------------------------------- | --------------------------------------------------------- | --------------------------------------------------------- | --------------------------------------------------------- | --------------------------------------------------------- | --------------------------------------------------------- | --------------------------------------------------------- | --------------------------------------------------------- | --------------------------------------------------------- | --------------------------------------------------------- | --------------------------------------------------------- |
| Temp. máx. media (°C)                                     | -8.9                                                      | -5                                                        | 1.7                                                       | 11.7                                                      | 20                                                        | 24.4                                                      | 26.7                                                      | 26.1                                                      | 20.6                                                      | 13.3                                                      | 2.2                                                       | -5.6                                                      | 10.6                                                      |
| Temp. mín. media (°C)                                     | -19.4                                                     | -15.6                                                     | -8.3                                                      | 0                                                         | 7.8                                                       | 12.8                                                      | 15.6                                                      | 13.9                                                      | 8.3                                                       | 1.1                                                       | -6.7                                                      | -15.6                                                     | -0.5                                                      |
| Precipitación total (mm)                                  | 25.1                                                      | 14.7                                                      | 36.8                                                      | 40.1                                                      | 67.6                                                      | 95.3                                                      | 84.8                                                      | 79.8                                                      | 55.6                                                      | 51.3                                                      | 29.7                                                      | 12.7                                                      | 596.1                                                     |
| Fuente: Weather.com                                       |                                                           |                                                           |                                                           |                                                           |                                                           |                                                           |                                                           |                                                           |                                                           |                                                           |                                                           |                                                           |                                                           |

## Demografía
Según el censo de 2010, había 13138 personas residiendo en Fergus Falls. La densidad de población era de 330,05 hab./km². De los 13138 habitantes, Fergus Falls estaba compuesto por el 95.48% blancos, el 1.12% eran afroamericanos, el 0.81% eran amerindios, el 0.66% eran asiáticos, el 0.02% eran isleños del Pacífico, el 0.37% eran de otras razas y el 1.55% pertenecían a dos o más razas. Del total de la población el 1.56% eran hispanos o latinos de cualquier raza.

### Evolución demográfica
| 1880  | 1890  | 1900  | 1910  | 1920  | 1930  | 1940   | 1950   | 1960   | 1970   | 1980   | 1990   | 2000   | 2010   | est. 2015 |
| ----- | ----- | ----- | ----- | ----- | ----- | ------ | ------ | ------ | ------ | ------ | ------ | ------ | ------ | --------- |
| 1.635 | 3.772 | 6.072 | 6.887 | 7.581 | 9.389 | 10.849 | 12.917 | 13.733 | 12.443 | 12.519 | 12.362 | 13.471 | 13.138 | 13.281    |

## Localidades adyacentes
El diagrama siguiente presenta las localidades en un  radio de 24 km alrededor de Fergus Falls.